# Бородай (рід мохів)
Бородай (Pogonatum) — це рід мохів, який налічує приблизно 70 видів, які охоплюють космополітичне поширення. Здебільшого його можна побачити в країнах Азії з тропічним кліматом.

## Види
Всього відомо приблизно 156 видів, зокрема: Pogonatum aloides, Pogonatum nanum, Pogonatum urnigerum